# Lactobacillus helveticus
Lactobacillus helveticus é uma bactéria em forma de bastonete produtora de ácido lático do gênero Lactobacillus. É mais comumente usado na produção de queijo suíço americano e queijo emmental, mas também é usado às vezes na fabricação de outros estilos de queijo, como cheddar, parmesão, romano, provolone e mussarela. A principal função da cultura de L. helveticus é evitar o amargor e produzir sabores de nozes no queijo final. Na produção do queijo Emmental, o L. helveticus é utilizado em conjunto com uma cultura de Propionibacterium, responsável pelo desenvolvimento dos orifícios (conhecidos como "olhos") através da produção de gás carbônico.
A ingestão de leite em pó fermentado com L. helveticus mostrou diminuir a pressão arterial devido à presença de tripeptídeos manufaturados que possuem atividade inibidora da ECA. No entanto, os resultados foram contraditórios em estudos posteriores.
O nome específico da bactéria é um adjetivo derivado de "Helvetia", o nome latino para a região ocupada pelos antigos Helvetii (e para a Suíça moderna). A bactéria também é usada como probiótico.